# Lotta Kemppinen
Lotta Kaarina Kemppinen (ur. 1 kwietnia 1998 w Helsinkach) – fińska lekkoatletka, specjalizująca się w biegach sprinterskich.

## Życiorys
6 lutego 2021, uzyskując czas 7,19 s, pobiła o 0,01 s rekord Finlandii na 60 m, należący wcześniej od 1990 roku do Sisko Hanhijoki. W 2021 roku została srebrną medalistką halowych mistrzostw Europy w biegu na 60 m z czasem 7,22 s.
Mistrzyni Finlandii w biegu na 100 m z 2019 i 2020 roku, a także halowa mistrzyni kraju w biegu na 60 m z 2020 i 2021 roku. Wicemistrzyni Finlandii w biegu na 200 m z 2020 roku oraz w sztafecie 4 × 100 m z 2019 i 2020 roku i sztafecie 4 × 400 m z 2019 i 2020 roku, halowa wicemistrzyni kraju w biegu na 60 m z 2017 roku oraz brązowa medalistka mistrzostw Finlandii w biegu na 200 m z 2019 roku i w sztafecie 4 × 100 m z 2018 roku.
Rekordy życiowe:
- 60 m (hala) – 7,16 s (Jyväskylä, 20 lutego 2021), rekord Finlandii[16]
- 100 m – 11,20 s (Kuortane, 22 czerwca 2024)
- 200 m – 23,56 s (Turku, 28 lipca 2020)
- 200 m (hala) – 24,02 s (Helsinki, 23 lutego 2020)

Reprezentantka klubu HIFK, trenowana przez Mervi Brandenburg. Do 2010 roku reprezentowała klub ViipU. Ukończyła studia na kierunku nauki o żywności na Uniwersytecie Helsińskim i kontynuuje naukę na studiach magisterskich.